# Amateur

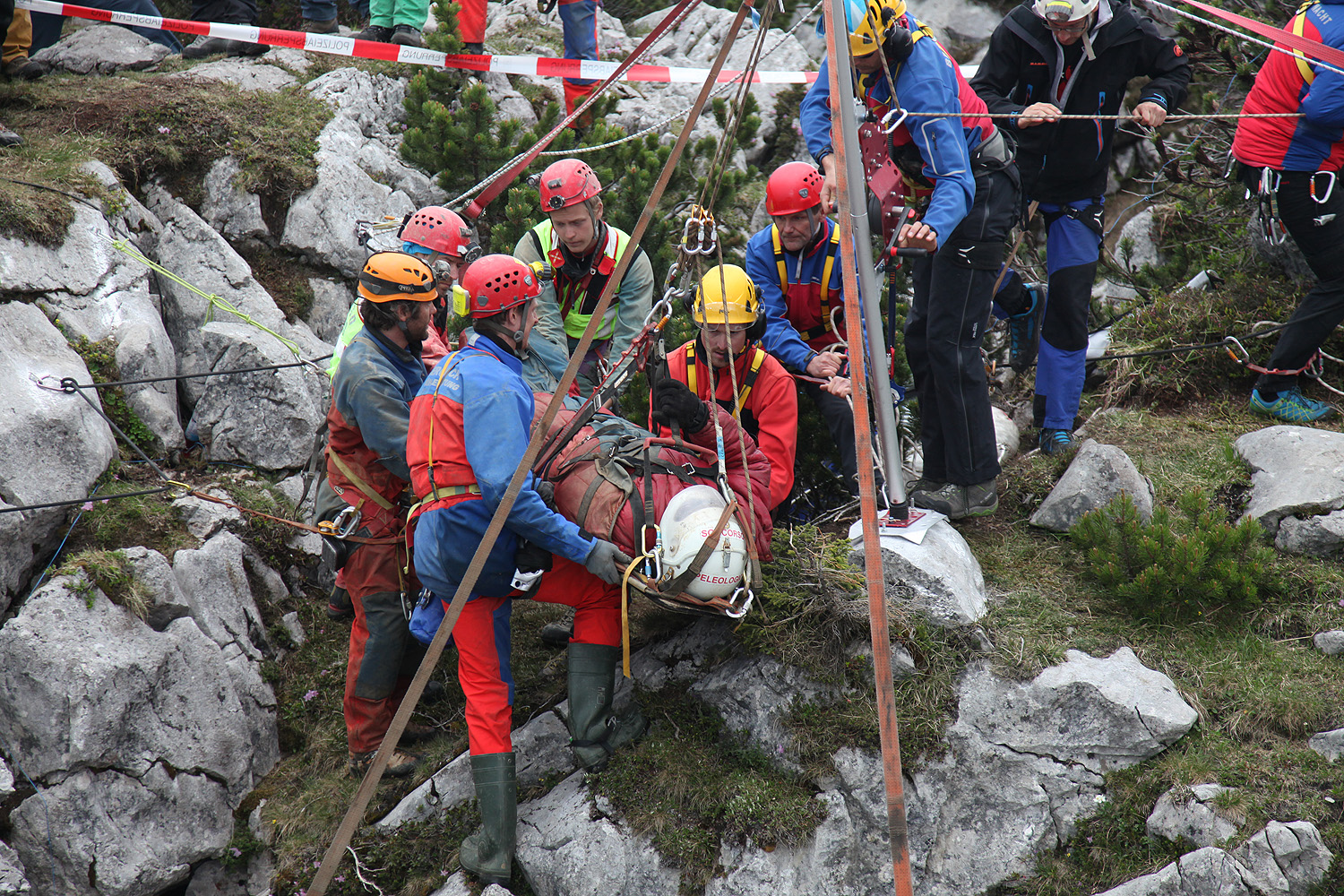
La espeleología, ejemplo de actividad altamente especializada desarrollada por amateurs. Imagen de un rescate subterráneo en Baviera (Alemania).

Amateur es un préstamo lingüístico tomado del francés (un galicismo). Se utiliza al referirse a un aficionado en cualquier área del conocimiento o actividad. También se dice amateur a la persona que está iniciando una actividad, como, por ejemplo, en las películas, cuando sus artífices no tienen mucho conocimiento sobre lo que van a hacer. Aunque frecuentemente se asocia el concepto amateur con el de hobby, la etimología, raíces, uso e historia de ambos términos tienen diferencias significativas. Amateur tampoco es equivalente de «pasatiempo». Los expertos no tienen claro si definir la palabra como un aficionado especializado o como un iniciado en algún hobby en particular, sin embargo, en las películas se utiliza más el segundo significado.

## Amateursy profesionales
El término no guarda relación con el nivel de capacitación o idoneidad en la actividad, sino con la motivación por la cual se realiza. Mientras que la actividad profesional normalmente requiere un nivel mínimo de preparación, conocimiento o entrenamiento para poder practicarse socialmente, la amateur, en general, no. Sin embargo, ambas tienen en común que el nivel máximo alcanzable en estos sentidos viene limitado por la voluntad y dedicación que cada uno decide darle. En estos casos, no suele ser raro que, paradójicamente, se llegue a hablar de la profesionalidad de algunos aficionados.
Los conceptos amateur y profesional mantienen íntima relación, de acuerdo con Abel Pérez Rojas «los conceptos amateur y profesional sólo se excluyen si se circunscriben a terrenos económicos y todos los que derivan de ellos, pero en el fondo se completan y, es ahí, en donde podemos entender algunas cuestiones que han permanecido fragmentadas entre ambos conceptos».
Muchas personas desarrollan acciones simultáneamente en ambos campos, con lo que la actividad amateur se nutre de la experiencia profesional organizada, y la profesional, a su vez, de la libertad que posee el amateur para elegir hacia donde dirigir sus esfuerzos. Esta simbiosis entre profesionales y aficionados es objeto de estudio en la actualidad.

## Ejemplos
Si bien las actividades amateur son numerosísimas, un ejemplo contemporáneo y palpable de amateurismo en la informática podría representarlo la infinidad de sitios web dedicados a las más diversas disciplinas y actividades construidos sin fines de lucro; el desarrollo de poderosos sistemas operativos o el trabajo aportado por miles de participantes en la propia Wikipedia.